# Freds Lake
Freds Lake (Innu: Unikush ushakameshim) is een meer in de Canadese provincie Newfoundland en Labrador. Het meer bevindt zich in het zuidoosten van de regio Labrador.

## Toponymie
De Engelstalige naam Freds Lake en de door de inheemse Innu gebruikte benaming Unikush ushakameshim hebben beide een officiële status.
Freds Lake kan vanuit het Engels letterlijk vertaald worden als "Fred's meer" of "meer van Fred". Unikush ushakameshim (IPA: [u:ni:ku:ʃ uʃa:kəmeʃəm]) valt dan weer te vertalen als "visplaats van Unikush".

## Geografie
Het meer bevindt zich in het midden van de dichtbeboste Labradorse wildernis op zo'n 10 km ten noorden van de Trans-Labrador Highway (NL-510). Het ligt 7,5 km ten westen van het vijfmaal grotere meer Mashku-nipi en watert via een naamloze rivier in zuidoostelijke richting af naar het meer Mishtashini.
Freds Lake heeft een oppervlakte van ruim 4 km² en heeft een uitgesproken langwerpige vorm. Langs zijn noord-zuidas heeft het een maximale lengte van bijna 7 km tegenover een maximale breedte van 1,5 km, al is de breedte behalve in het noorden vrijwel nergens meer dan 500 m. In het meer liggen drie eilandjes.